# Wiktor Poddubny
Wiktor Anatoljewicz Poddubny (ros. Виктор Анатольевич Поддубный, ur. 30 maja 1965 w Omsku) – radziecki judoka. Olimpijczyk z Seulu 1988, gdzie zajął dwunaste miejsce w wadze półciężkiej.
Siódmy na mistrzostwach świata w 1987. Brązowy medalista mistrzostw Europy w 1987. Wygrał uniwersjadę w 1985. Mistrz ZSRR w 1987; trzeci w 1985 roku.

## Letnie Igrzyska Olimpijskie 1988
| Konkurencja | Eliminacje                  | Klas. końcowa |
| Konkurencja | Przeciwnik I                | Miejsce       |
| ----------- | --------------------------- | ------------- |
| 95 kg       | Robert Van de Walle (BEL) P | 12.           |